# Physemacris
Physemacris is een geslacht van rechtvleugeligen uit de familie Pneumoridae. De wetenschappelijke naam van dit geslacht is voor het eerst geldig gepubliceerd in 1941 door Roberts.

## Soorten
Het geslacht Physemacris omvat de volgende soorten:
- Physemacris papillosa Fabricius, 1775
- Physemacris variolosa Linnaeus, 1758